# Машенька (роман)
«Машенька» — перший роман Володимира Набокова, написаний у берлінський період та опублікований у журналі «Слово» в 1926 році.

## Сюжет
Головний герой Ганін живе в російському пансіоні в Берліні. Один із сусідів, Алфьоров, весь час говорить про приїзд своєї дружини Машеньки з Радянської Росії в кінці тижня. З фотографії Ганін упізнає свою колишню любов і вирішує перехопити її на вокзалі. Весь тиждень Ганін живе спогадами. Напередодні приїзду Машеньки в Берлін Ганін підпоює Алфьорова та неправильно ставить йому будильник. Проте в останній момент Ганін вирішує, що минулого не повернеш і їде на інший вокзал, назавжди покидаючи Берлін. Сама Машенька з'являється в книзі тільки в спогадах Ганіна.
Машенька і її чоловік фігурують пізніше в романі Набокова Захист Лужина (глава 13).

## Екранізація
1987 року у Великій Британії за книгою був знятий однойменний фільм . Режисер - Джон Гольдшмідт. В ролях: Машенька - Ірина Брук, Ганін - Кері Елвес, Лілі - Санні Мелес, Подтягін - Фредді Джонс, батько - Майкл Гоф, Колін - Жан-Клод Бріалі.